# ما وراء الحافة (فلم 2018)
Beyond the Edge ((الروسية: За гранью реальности، رومنة: Za granyu realnosti)) هو فيلم خيال علمي روسي لعام 2018 من إخراج ألكسندر بوغوسلافسكي وفرانشيسكو سينكويماني. يجمع مايكل، وهو مقامر ماهر، مجموعة من الأفراد الموهوبين بشكل خارق للطبيعة لمساعدته على الفوز بأكبر قدر في الكازينو. لكن طوال اللعبة، واجه عدوًا خارقًا أقوى بكثير ويصبح عالقًا في طريق مسدود، مما يعرض نفسه والفريق الذي يحبه للخطر. ومن النجوم ميلوش بيكوفيتش وأنطونيو بانديراس وليوبوف أكسيونوفا.
صدر الفيلم في روسيا في الأوّل من مارس 2018.

## القصة
مايكل مقامر ماهر يعتمد كل رهاناته على نفسه فقط. يستعد لسرقة كازينو أوروبي فاخر. ينفذ مايكل خطته بشكل لا تشوبه شائبة - حتى يواجه خصمًا غير معروف (أليكس) على طاولة البوكر. تتغير بطاقات مايكل في يديه لسبب غير مفهوم أثناء اللعبة. تنكشف خطته ويفقد كل شيء. من المؤكد أن يتعاون مايكل وأليكس، وفقًا لفيكتور، مالك الكازينو السيئ والخطير. عرض فيكتور على مايكل أسبوعًا واحدًا لسداد قرض ضخم، والذي يشمل كل ما ربحه أليكس.
على الرغم من أنه يبدو أن مايكل في طريق مسدود، إلا أنه يجمع مجموعة من المتخصصين ذوي القوى الخارقة من أجل الفوز بسرعة في كازينو وسداد الديون. مايكل قادر على التخلي عن عملية التحضير الطويلة بسبب قدرات أعضاء الفريق.
إريك، الغني وحيوان الحفلات، فتى يتمتع بقدرة بدائية على التحريك الذهني. يحرك الأشياء الصغيرة بقوته (على سبيل المثال، كرة الروليت أو المكعبات). توني هو سائق سيارة أجرة يدير الأدوات والإلكترونيات والآلات الأخرى. يمكنه، على سبيل المثال، إبعاد الكاميرا عندما يكون ذلك مناسبًا. كيفن هو منوم مغناطيسي ومصاب بالتوحد ولديه القدرة على غرس أي مفهوم مؤقتًا في عقل أي شخص آخر.
تتمتع فيرونيكا بالقدرة على سماع الأفكار وإرسالها عبر مسافات بعيدة. إنها تمنح مايكل وسيلة للتحدث إلى فريقه دون أن تصغي إليهم أي أجهزة أمنية.
للفوز الكبير، يزور مايكل وفريقه «الخارق» أحد الكازينوهات. يركض عبر خصمه الغامض وينتهي به الأمر بتعريض نفسه وطاقمه للخطر.

## الممثلون
- ميلوش بيكوفيتش في دور مايكل
- أنطونيو بانديراس في دور جوردون
- ليوبوف أكسيونوفا بدور فيرونيكا، تيليباث.
- يفغيني ستيتشكين في دور توني، يتحكم في الإلكترونيات.
- يوري تشورسين في دور كيفن، المنوم المغناطيسي، عضو فريق الاحتيال مايكل
- Aristarkh Venes [خطأ: تحقق من وسيط ورمز اللغة] بدور إيريك، التحريك الذهني.
- بيتار زيكافيكا بدور أليكس
- Sergey Astakhov [خطأ: تحقق من وسيط ورمز اللغة] مثل فيكتور
- نيكيتا ديوفبانوف في دور ليون
- أليساندرا ستار وارد كمشرفة

## إنتاج
اتخذ المخرج ألكسندر بوغوسلافسكي قرار الرهان على بيكوفي. عندما فاز بيكوفيتش، تم استخدام تعليقه في الفيلم.
للحصول على اقتراحات حول كيفية جعل الفيلم أصليًا، ذهب المنتجون إلى رئيس أمن الكازينو.
تم استخدام طائرة إليوشن إي أل-76 الفعلية التي تم فيها بناء غرفة ألعاب لتصوير مشاهد حدثت في كازينو سري وطائرة وغابة.

### التصوير
استمر التصوير لمدة شهر خلال مارس - فبراير 2016.
تم تصوير تسلسلات الكازينو في كازينو اوراكول في مدينة آزوف، وهي أول منطقة ألعاب فيدرالية تقع على حدود كراسنودار كراي وروستوف أوبلاست. تم تصويرهم في الكازينو السابق المعروف باسم Golden Palace Casino. تم وضع العديد من المشاهد على خلفية فندق Kosmos (يقع كلا المبنيين في موسكو).

## روابط خارجية
- الموقع الرسمي
- ما وراء الحافة  في قاعدة بيانات الأفلام على الإنترنت (بالإنجليزية) موقع